# Jackson (condado de Burnett, Wisconsin)
Jackson es un pueblo ubicado en el condado de Burnett en el estado estadounidense de Wisconsin. En el Censo de 2010 tenía una población de 773 habitantes y una densidad poblacional de 8,54 personas por km².

## Geografía
Jackson se encuentra ubicado en las coordenadas 45°56′41″N 92°14′19″O / 45.94472, -92.23861. Según la Oficina del Censo de los Estados Unidos, Jackson tiene una superficie total de 90.52 km², de la cual 75.7 km² corresponden a tierra firme y (16.37%) 14.82 km² es agua.

## Demografía
Según el censo de 2010, había 773 personas residiendo en Jackson. La densidad de población era de 8,54 hab./km². De los 773 habitantes, Jackson estaba compuesto por el 96.38% blancos, el 0.39% eran afroamericanos, el 2.33% eran amerindios, el 0.26% eran asiáticos, el 0% eran isleños del Pacífico, el 0% eran de otras razas y el 0.65% pertenecían a dos o más razas. Del total de la población el 0.65% eran hispanos o latinos de cualquier raza.